# Yeti (album)
Yeti este un dublu LP al trupei de rock psihedelic Amon Düül II, lansat în 1970 prin Liberty. Albumul a fost produs de Olaf Kübler și Amon Düül II iar inginer de sunet a fost Willy Schmidt, "cu puțin ajutor din partea lui Siegfried E. Loch." Conținând atât piese lungi cât și scurte dar și improvizații, revista britanică de muzică de avangardă, The Wire a descris albumul Yeti ca fiind "o piatră de hotar atât în cariera celor de la Amon Düül II cât și al întregului curent krautrock."

## Tracklist

### Disc 1
1. "Soap Shock Rock" (13:47)
2. "She Came Through the Chimney" (3:01)
3. "Archangels Thunderbird" (3:33)
4. "Cerberus" (4:21)
5. "The Return of Rübezahl" (1:41)
6. "Eye-Shaking King" (5:40)
7. "Pale Gallery" (2:16)

### Disc 2
1. "Yeti (Improvisation)" (18:12)
2. "Yeti Talks to Yogi (Improvisation)" (6:18)
3. "Sandoz in the Rain (Improvisation)" (9:00)

## Single-uri
- "Archangels Thunderbird"/"Soap Shock Rock" (1970)